# Ali
Ali, punim imenom Ali ibn Abu Talib (arap.: علي بن أﺑﻲ طالب), kod sunita je poznat kao četvrti od četiri pravedna kalifa, a Šijiti ga drže prvim imamom i prvim pravim kalifom. Bio je kalif od 656. do 661., a šijiti ga drže imamom od 632. do 661.
Bio je Muhamedov rođak, a kasnije se oženio Muhamedovom kćeri Fatimom. Ali je drugi muškarac koji je prihvatio islam.

## Rođenje
Rođen je u Hijazu, regiji središnje zapadne Arabije. Njegova obitelj je napajala vodom hadžije u danima hadža (u vrijeme prije islama). Jedan je od desetorice poslanikovih ashaba kojima je još za života obećan Džennet. Kada je Alijina majka bila trudna imala je čudne snove. Ulaskom u svetilište u Meki dogodili su se čudni događaji sa zidovim svetišta, pa po predaji nije mogla tri dana izaći odatle. Trećega dana je izašla s Aliem u naručju.

## Rani život
Alin otac Abu Talib je bio šeik značajne grane plemena Kurejš te Muhamedov ujak. Kada je Muhamed ostao bez roditelja, a kasnije i bez djeda, Abu Talib ga je uzeo sebi. Ali je bio mlađi od Muhameda. Kada je Muhamed po prvi javljao o božjem nadahnuću Ali je imao 10 godina.
Bio je poznat među svojim narodom kao jedan od najčestitijih i najskromnijih ljudi. Govorili su za njega da u sebi nije nosio nikakvo zlo ni mržnju. Također su ga poznavali i po tome što je bio veoma pobožan i što nikada nije bio idolopoklonik prije primanja muslimanske vjere. U povijesti islama zapamćen je kao prvi dječak koji je primio islam, a rodio se u samoj Ćabi.
Ali je vjerovao Muhamedu i počeo je ispovijedati islam. Ali je čvrsto stajao uz Muhameda tijekom kažnjavanja muslimana u Meki. Alija je 622. stavio na kocku svoj život i spavao je u Muhamedovu krevetu i pretvarao se da je Muhamed da bi spriječio atentatore da ubiju Muhameda, a i da bi omogućio Muhamedu bijeg. Kada je Muhamed pobjegao iz Meke Ali je ostao i stavio na kocku je svoj život da bi proveo Muhamedove instrukcije da svim vlasnicima vrati sve ono što su Muhamedu dali da im čuva na sigurnom.

## Ali u Medini
Prva mala zajednica muslimanskih emigranata u Medini bila je jako siromašna. Nisu imali zemlje, ni kuća i živjeli su od milostinje koju bi dobili od onih koji bi prešli na islam. Ali je dijelio sve teškoće sa zajednicom. Zajedno s Muhamedom u bitkama borio se za islam. Prvi put se istakao kao ratnik u bici kod Badra 624. Tu je ubio 20 ili 22 neprijatelja. Istakao se i u bici kod Uhuda, kao i u mnogim drugim bitakama, gdje je koristio svoj u rascepljeni mač Zulfikar. U toj bici je ubio dvojicu nosača zastava, pa je time oslabio moral poganske vojske, a ojačao moral muslimana.
U bitki na Bedru, dobio je zadatak izaći na dvoboj s Velidom ibn Utbetom ibn Rebiom. Ubio ga je jednim udarcem. U jeku bitke pobio je najljuće neprijatelje islama. Nosio je zastavu crne boje, kojoj su dali naziv Ikab. Tako je bilo i na bitki na Uhudu. Ali nije izostajao iz niti jedne bitke, osim iz pohoda na Tebuk, jer ga je Muhammed ostavio kao namjesnika Medine.
U vrijeme Abu Bakra bio je glavni savjetnik, a u vrijeme hilafeta Omera bio je savjetnik i glavni kadija. Uživao je veliko povjerenje kod ljudi zbog svoga poznavanja vjerskih propisa, što se vidi iz onoga što je Abdullah ibn Abbas rekao o njemu: Ako bi nam Ali nešto potvrdio, ne bi tražili potvrdu ni od koga drugoga. Čak je i Omer, kada bi naišao na kakav problem, prepuštao Aliju riješiti ga. Muhamed je za njega rekao u jednom hadisu, Ja sam grad znanja, a Ali je kapija na njemu.

## Muhamedovo proglašenje nasljednika
Kada se s hadžiluka vraćao u Medinu Muhamed je 10. ožujka 632., održao govor u kojemu je naglasio da je Ali njegov nasljednik. Autentičnost izjave je sporna. Svi šijiti vjeruju da je to točno, a samo dio sunita vjeruje da je to točno.

## Muhamedova smrt
Muhamed je bio bolestan 632. i izgledalo je da se oporavio. Otišao je na molitvu u džamiju, a kada se vratio brzo je umro. Dok su Ali i Muhamedova bliska obitelj prali i pripremali mrtvo tijelo za pogreb, mala grupa odabranih je glasovanjem proglasila Abu Bakra za Muhamedova nasljednika tj. za prvoga kalifa. Prema sunitskom tumačenju Muhamed je umro i nije odredio nasljednika, pa je nasljednik, kalif odabran glasovanjem. Šijiti drže da je Muhamed odredio Alija za nasljednika i da je to mnogo puta svima rekao. Zbog toga nije odmah došlo do podjele, jer se Alija nije borio protiv izabranoga kalifa. Šijiti nisu prihvaćali ni Abu Bakra ni dva sljedeća kalifa Omera i Osmana. Suniti tvrde da je Ali to prihvatio i podržavao takvu vlast, a šijiti da se distancirao.

## Kalifat
Ali je postao kalif 656. nakon što je kalif Osman ubijen u pobuni.
Nakon Osmanovog ubojstva, Ali nije želio preuzeti hilafet. No, popustio je nakon nagovaranja, ali pod uvjetom da mu svi u džamiji daju prisegu na vjernost. Prvi je dao prisegu Talha ibn Ubejdullah, a nakon njega i ostali prisutni. Na taj način Ali četvrti kalif i ujedno i posljednji pravedni kalif.
Ali je posmjenjivao provincijske guvernere, koji su uglavnom bili Osmanovi rođaci. Zamijenio ih je povjerljivim pomoćnicima. Glavni grad je preselio iz Medine u Kufu u Iraku. Nanio je poraz sekti Haridžita, čiji su ga članovi 661. i ubili u atentatu u gradu Kufa dok je držao jutarnju molitvu u džamiji.
Također, odbio je odmah kazniti Osmanove ubojice, što je izazvalo podijeljenost ummeta na dvije grupe. Skupinu koja je smatrala da je potrebno odmah kazniti Osmanove ubice predvodio je Muavija ibn Ebu-Sufjan, koji je s Osmanom imao rodbinsku vezu. Ova podijeljenost je rezultirala brojnim sukobima i bitkama, među kojima su Bitka kod Deve i Bitka na Sifinu. Bilo je to vrijeme prepuno smutnji, spletki i nereda.
Vremenom se broj Alijevih pristalica smanjivao, a broj onih koji su smatrali da Muavija ibn Ebu-Sufjan treba biti kalif rastao. Muavija I. ga je naslijedio i osnovao dinastiju Omejida.

## Smrt
Četrdesetih godina po Hidžri sastala su se tri čovjeka iz reda Haridžija i, smatrajući da su muslimani zalutali, te da se trebaju ubiti namjesnici: Ali, Muavija i Amr ibn el-'As. Dogovoreno je da se ubojstva izvrše 17. ramazana. 
Pokušaj ubojstva Muavije je propao, iako ga je ubojica ranio zatrovanom sabljom po debelom mesu. Nakon dugotrajnog liječenja Muavija je ozdravio. Amr ibn el-'As se razbolio, te nije izašao na sabah namaz, nego je poslao Haridžea ibn Huzejfea, koji je ubijen namjesto njega.
Abdurrahman ibn Muldžem je sačekao Aliju ispred njegove kuće prije nego što je Alija krenuo klanjati sabah namaz u džamiji i udario ga sabljom po čelu. Kalif nije odmah podlegao ranama, nego je uspio poživjeti dovoljno dugo da naredi da se ne kažnjava nitko osim njegovog ubojice i to bez mučenja. Naredio je sljedbenicima da nipošto ne traže osvetu. Umro je neprestano ponavljajući šehadet.

## Grob
Mnogi šijiti vjeruju da Ali nije želio da mu neprijatelji obeščaste grob i da je zato tražio da ga tajno pokopaju. Postoje različita predanja oko toga gdje je ukopan Ali. Većina šijita vjeruje, da je pokopan u Nadžafu, pa je oko njegovoga groba nastala džamija imama Alije.
U Afganistanu se vjeruje, da je Ali pokopan u Mazari Šarifu kod čuvene Plave džamije.
Jedni kažu da je dženazu klanjao njegov sin Hasan, te da je ukopan u Rahbi kraj velike džamije u Kufi. Po drugima je ukopan kod kufljanskog dvorca, ili ga je Hasan prenio u Medinu i ukopao u Bekijju, blizu Fatime. Većina povjesničara se slaže da je ukopan u Nedžefu. Poslije ukopa Alije, njegov ubojica Abdurrahman ibn Muldžem ubijen je i zakopan na nepoznatom mjestu.

## Potomci
Dva Alijina sina s Fatimom su Hasan bin Alija i Husajn bin Alija. Hasan nije tražio kalifat da ne bi izazvao krvoproliće. Hasan je obožavan od šijita kao drugi imam, a Hasan kao treći imam.
Alijini potomci s Fatimom nazivaju se šarifi ili sajidi, što označava plemenito podrijetlo. Muhamedovi potomci su poštovani i od sunita i od šijita. Mnogi poznati muslimani tvrde da imaju podrijetlo od Muhameda:
- Hašemitska kraljevska dinastija Jordana i Iraka
- Alauitska dinastija iz Maroka
- Huseini, obitelj iz Libanona
- Aga Kan iz ismailske zajednice.